# Arvidsjaurs tingslag
Arvidsjaurs tingslag (före en tidpunkt omkring 1940  benämnt Arvidsjaurs lappmarks tingslag) var ett tingslag i Norrbottens län i mellersta Lappland.   Arvidsjaurs tingslagsområde låg i Pite lappmark. Ytan var 1934 6 070 km², varav land 5 678 och där fanns då 9 500 invånare. Tingsställe var Arvidsjaurs kyrkby.
Ur tingslaget överfördes 1877 Malå socken till Norsjö och Malå tingslag. Tingslaget upplöstes 1942 och verksamheten överfördes till Arvidsjaurs och Arjeplogs tingslag.
Tingslaget hörde till 1720 till Västerbottens lappmarkers domsaga, 1720-1742 Södra lappmarkens domsaga, 1742-1820 Västerbottens södra kontrakts domsaga, 1821-1831 till Lappmarksjurisdiktionens domsaga, 1832-1876 till  Västerbottens norra domsaga och från 1877 till Piteå domsaga

## Socknar
Arvidsjaurs tingslag bestod av följande socknar:
- Arvidsjaurs socken

Till 1877
- Malå socken